# Boris Tchotchiev
Boris Eliozovitch Tchotchiev (russe : Борис Елиозович Чочиев), né le 1er novembre 1957 à Styrkom dans l'oblast autonome d'Ossétie du Sud, RSS de Géorgie (alors en Union soviétique), et mort le 22 juillet 2021,, est un homme politique et dirigeant ossète, ancien Premier ministre d'Ossétie du Sud.

## Biographie
Il est né le 1er novembre 1957 dans le village dénommé Styrkom et situé à Tskhinvali dans l'oblast autonome d'Ossétie du Sud. Diplômé en 1982 de la faculté de biologie, il travaille à partir de 1980 au Komsomol puis à partir de 1986 au Parti communiste de Géorgie. En 1990, lors de la sécession de l'Ossétie du Sud, il dirige la commission électorale.
Tchotchiev est, de 2005 à 2007 premier vice-Premier ministre dans le gouvernement Morozov et négociateur pour le gouvernement séparatiste d'Ossétie du Sud.
Le 18 août 2008, il est nommé Premier ministre de l'Ossétie du Sud par intérim après que le président du pays Edouard Kokoïty ait dissout le précédent gouvernement et déclaré l'état d'urgence,. Le 22 octobre 2008, le parlement nomme Aslanbek Boulatsev comme nouveau Premier ministre ossète.
Boris Tchotchiev est également membre du Joint Control Commission.
Il meurt le 22 juillet 2021 du Covid-19.